# Dionisie I, Mitropolit al Ungrovlahiei
Dionisie I al Ungrovlahiei (greacă Διονύσιος Οὐγγροβλαχίας, Dionisie Iviritul, greacă Διονύσιος Ιβηρίτης, rusă Дионисий Ивирит, Dionisie Grecul, rusă Дионисий Грек) a fost unul din mitropoliții Ungrovlahiei, care a fost în funcție doar în anul 1672. 
A fost precedat de Teodosie și urmat de Varlaam al II-lea.

## A se vedea și
- Listă de mitropoliți ai Ungrovlahiei